# Giacomo Antonio Santagostino
Giacomo Antonio Santagostino (Milano, 1588 – Milano, 1648) è stato un pittore italiano.

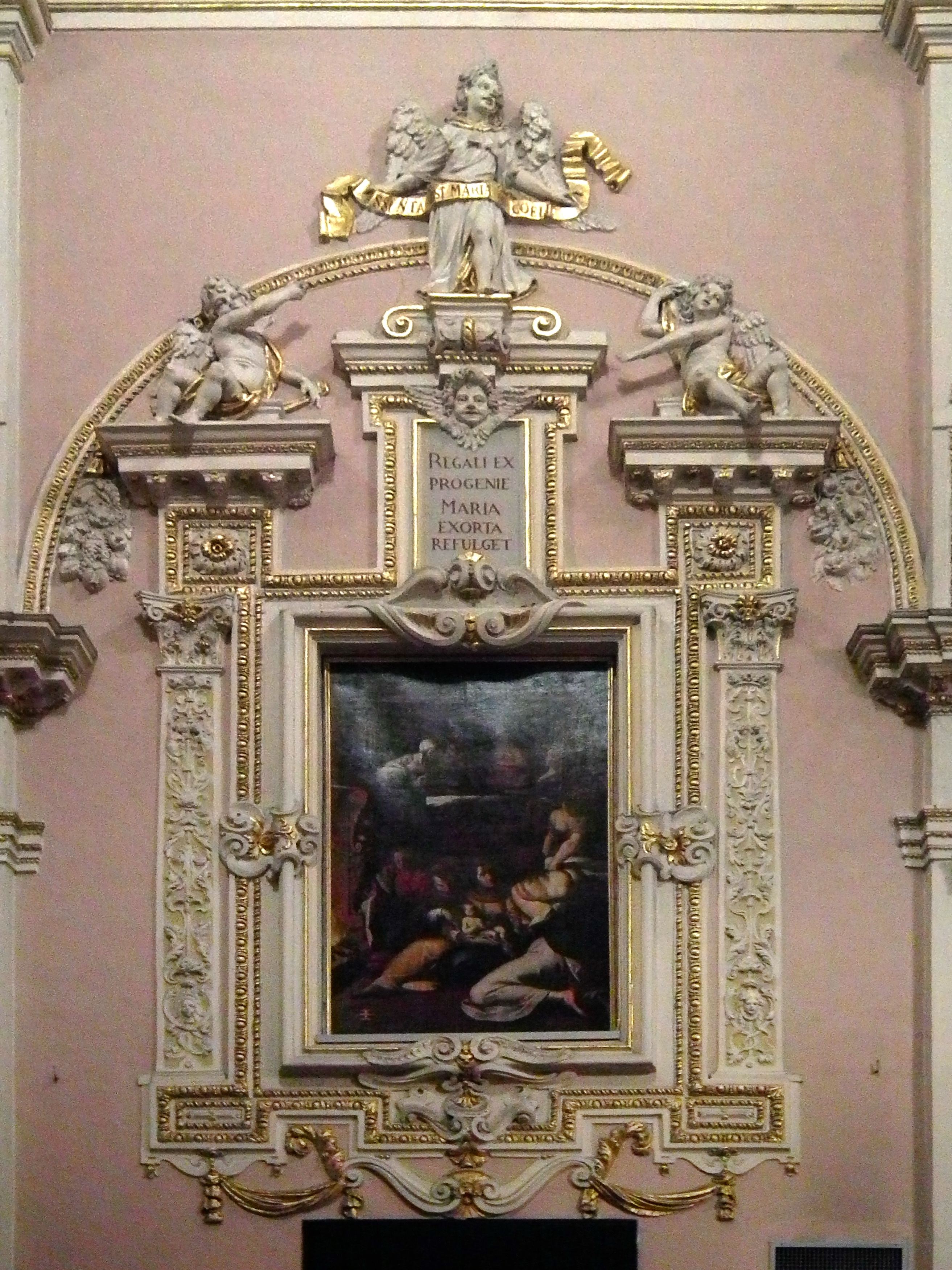
Dipinto del Coro della Beata Vergine del Fiume a Mandello del Lario

Attivo nel milanese ai tempi del Ducato di Milano, è stato al servizio di diversi nobili locali per cui ha prodotto opere a tema religioso.
Tra le varie opere si ricorda il ciclo mariano nel santuario della Beata Vergine del Fiume di Mandello del Lario, commissionata dalla famiglia Ajroldi di Robbiate.
Ha avuto due figli, Agostino e Giacinto, anch'essi apprezzati pittori.